# 関西きもの専門学校
関西きもの専門学校（かんさいきものせんもんがっこう）は、大阪府大阪市天王寺区と北区にあった専修学校。和裁の専門者養成を目的としている。2007年度をもって閉校した。。
阪神校では、随時入学できる半年から2年のコース（専門士資格は取得できない）も設置していた。

## 学科
- 和裁学科[2]

## 所在地
本校
- 〒543-0053 大阪市天王寺区北河堀町9-10
- 最寄り駅は、JR・地下鉄天王寺駅

阪神校
- 大阪市北区梅田（阪神百貨店11階）
- 最寄り駅は、JR大阪駅、阪神・地下鉄・阪急梅田駅

現在は閉校している。